# Teoría del internet muerto
La teoría del internet muerto (en inglés: Dead internet theory) es una teoría conspirativa que afirma que actualmente Internet está dominado por la actividad de bots, deepfakes, la inteligencia artificial y el contenido generado automáticamente mediante algoritmos, marginando la actividad humana orgánica. Los defensores de la teoría creen que estos robots, desarrollados por agencias gubernamentales y grandes corporaciones, se crean intencionalmente para ayudar a controlar la percepción pública y mejorar los resultados de búsqueda, con el fin de manipular a los consumidores y usuarios. La fecha indicada para esta «muerte» suele datarse alrededor de 2016 o 2017.
Se desconocen los orígenes exactos de esta teoría. Se afirma que se mencionó por primera vez en un hilo del blog Agora Road’s Macintosh Cafe, titulado «La teoría del Internet muerto: la mayor parte de Internet es falso», publicado en enero de 2021. Posteriormente, se popularizó gracias a un artículo del periódico estadounidense The Atlantic. El autor del blog también explica que esta teoría fue descrita por otros múltiples usuarios en otras plataformas en línea.
Los defensores de la teoría del internet muerto sostienen que la actividad humana en Internet ha sido reemplazada por algoritmos que fingen ser humanos. Uno de sus principales argumentos se basa en tareas automatizadas gestionadas por robots informáticos. De hecho, según un informe de la empresa estadounidense Imperva publicado en 2021, el 40,8% del tráfico de Internet en 2020 se atribuyó a bots, de los cuales el 25,6% corresponde a bots maliciosos. Sin embargo, según Statista, el número de usuarios de Internet sigue aumentando. En 2022 se han registrado 5.300 millones de usuarios. Por este motivo, el blog de teorías de la conspiración francés Nouvel Ordre Mondial destaca que, a pesar de la alta actividad de los robots, la actividad humana no está disminuyendo, sino que continúa en aumento.